# 布里塞伊達·艾科斯塔
布里塞伊達·艾科斯塔·巴拉雷佐（Briseida Acosta Balarezo，1993年8月30日—）是一名墨西哥女子跆拳道運動員。她曾經獲得2013年世界跆拳道錦標賽女子73公斤以上級銀牌以及2019年世界跆拳道錦標賽女子73公斤以上級銅牌。

## 外部連結
- TaekwondoData.com （页面存档备份，存于）
- 布里塞伊達·艾科斯塔的X（前Twitter）
- 布里塞伊達·艾科斯塔的Instagram帳戶